# 11360 Formigine
11360 Formigine eller 1998 DL14 är en asteroid i huvudbältet som upptäcktes den 24 februari 1998 av San Vittore-observatoriet i Bologna. Den är uppkallad efter den italienska staden Formigine.
Asteroiden har en diameter på ungefär 2 kilometer och den tillhör asteroidgruppen Nysa.